# کمیته گزارشگران حقوق بشر
کمیتهٔ گزارشگران حقوق بشر (با نام پیشین «کمیتهٔ دانشجویی گزارشگران حقوق بشر») برای پوشش اخبار حقوق بشر در ایران، در ۱۰ اسفند ۱۳۸۴ ه‍.ش توسط چند تن از دانشجویان دانشگاه‌های ایران بنیانگذاری شد.
فعالیت این کمیته در ابتدا بیشتر در خصوص اخبار زندانیان سیاسی بود و پس از دو سال فعالیت به حوزه‌های اخبار دانشجویان و دانشگاه‌ها، زنان، جامعه و کودکان نیز گسترش یافت و در این مدت حدود ۲۰۰ اطلاعیه، گزارش و بیانیه منتشر کرد.
در سال نخست مهم‌ترین بیانیه‌های این کمیته مربوط به اعتصاب غذا و سپس مرگ اکبر محمدی بود.
دو تن از اعضای کمیته در سال ۱۳۸۶ بازداشت شده و در حدود دو ماه در بند ۲۰۹ زندان اوین زندانی شدند. سایر اعضا نیز بارها به دلیل فعالیت‌شان به نهادهای امنیتی احضار شدند و مورد تهدید و بازجویی قرار گرفتند.
بیشترین اطلاعیه‌های این کمیته در خصوص بیماری و وضع خطرناک احمد باطبی در زندان در اسفند ۱۳۸۵، دستگیری دانشجویان شورای مرکزی دفتر تحکیم وحدت در ۱۸ تیر ۱۳۸۶، و بازداشت دانشجویان طیف چپ در آذر و دی ۱۳۸۶، و بازداشت شیوا نظر آهاری در ۲۴ خرداد ۱۳۸۸ و پوشش بازداشت‌ها و نقض حقوق بشر در وقایع پس از انتخابات ریاست جمهوری در خرداد ۱۳۸۸ بود.
وبگاه این کمیته چند بار در ایران فیلتر شد

## بخش زبان انگلیسی
اخبار و اطلاعات با مضامین نقض گستردهٔ حقوق بشر توسط رژیم جمهوری اسلامی، به صورت روزانه افزون‌بر زبان فارسی به زبان انگلیسی در وبگاه کمیته همراه با عکس، ویدئو و فایل صوتی و اسناد متنی منتشر می‌شود، که این اسناد مختص کمیتهٔ گزارشگران حقوق بشر بوده و محصول تلاش و گردآوری اعضای این کمیته در داخل ایران می‌باشد.

## مرامنامه
مرامنامهٔ کمیتهٔ گزارشگران حقوق بشر بر پایهٔ اعلامیهٔ جهانی حقوق بشر است و شامل اصول زیر می‌باشد:
1. این کمیته تشکلی مستقل بوده و به هیچ حزب و جناح خاصی تعلق ندارد و فاقد ماهیت سیاسی است.
2. ارائهٔ گزارش و آگاهی‌رسانی نسبت به تمامی افرادی که به نوعی حقوق انسانی آن‌ها مورد تعدی و تجاوز قرار گرفته؛ اعم از زنان، کودکان، زندانیان، کارگران و ….
3. تلاش در جهت جلوگیری از نقض مستمر حقوق بشر از طریق تنویر افکار عمومی و استمداد از سایر نهادهای داخلی و نیز سازمان‌های بین‌المللی حقوق بشر.
4. ایجاد بستری مناسب به منظور جلب توجه دستگاه حاکم نسبت به عواقب وخیم نقض حقوق اساسی شهروندان.

## اعضا
- کوهیار گودرزی فعال دانشجویی، وبلاگ‌نویس، روزنامه‌نگار که به دلیل فعالیت‌های مدنی چندین مرتبه بازداشت و زندانی شده‌است.[۷]
- کیانوش سنجری فعال دانشجویی، وبلاگ‌نویس و روزنامه‌نگار مستقل ایرانی مقیم آمریکا است که بارها بازداشت و زندانی شده‌است.[۸]
- شیوا نظر آهاری فعال حقوق بشر، فعال حقوق کودکان کار،[۹] دانشجوی ستاره‌دار و محروم از تحصیل[۱۰][۱۱] که به اتهام «تبانی و اجتماع علیه امنیت ملی، اخلال در نظم عمومی و تبلیغ علیه نظام و محاربه» به شش سال زندان در تبعید و ۷۶ ضربه شلاق محکوم شد.[۱۲]
- سعید حبیبی فعال دانشجویی، دانشجوی اخراجی کارشناسی ارشد فلسفه، دبیر پیشین تشکیلات دفتر تحکیم وحدت (طیف علامه) و روزنامه‌نگار که به دلیل فعالیت‌های مدنی بارها بازداشت و زندانی شده‌است.[۱۳][۱۴][۱۵][۱۶]
- علی کلایی علی کلایی از اعضای کمیتهٔ گزارشگران حقوق بشر، وبلاگ نویس، فعال دانشجویی و از دانشجویان دانشگاه آزاد می‌باشد که به دلیل فعالیت‌های مدنی بارها بازداشت و زندانی شده‌است.[۱۷][۱۸][۱۹][۲۰][۲۱]
- پریسا کاکایی از اعضای کمیتهٔ گزارشگران حقوق بشر،[۲۲] فعال اجتماعی،[۲۳] روزنامه‌نگار و فعال در نشریهٔ نامه[۲۴] و از فعالان و اعضای کمپین یک میلیون امضا می‌باشد.[۲۵]
- هژیر پلاسچی روزنامه‌نگار، فعال سیاسی، وبلاگ نویس، پژوهشگر و نویسنده می‌باشد و به علت فعالیت‌های خود سابقهٔ چندین دوره بازداشت را دارد.[۲۶]
- سعید کلانکی فعال حقوق بشر، فعال دانشجویی و دبیر پیشین کمیتهٔ دانشجویی دفاع از زندانیان سیاسی و دارای سابقهٔ چند دوره حبس و احضار می‌باشد.[۲۷][۲۸][۲۹][۳۰]
- سعید جلالی فر فعال حقوق بشر، فعال دانشجویی و دانشجوی اخراجی رشته فیزیک دانشگاه زنجان بوده، وی همچنین از اعضای «جمعیت دفاع از کودکان کار و خیابان» نیز می‌باشد.[۳۱][۳۲][۳۳][۳۴][۳۵][۳۶][۳۷][۳۸]
- نوید خانجانی فعال حقوق بشر و حقوق اقلیت‌های مذهبی، محروم از تحصیل، از پایه‌گذاران و مسئول پیشین کمیتهٔ حق تحصیل در مجموعه فعالان حقوق بشر در ایران بوده‌است.[۳۹][۴۰][۴۱][۴۲]
- حسام میثاقی فعال حقوق بشر و حقوق اقلیت‌های مذهبی، وبلاگ‌نویس و از فعالان حق تحصیل می‌باشد وی دانشجوی اخراجی از دانشگاه سنائی اصفهان در رشتهٔ زبان‌ها می‌باشد.[۴۳][۴۴]
- پروانه وحید منش فعال حقوق بشر، وبلاگ‌نویس
- سعید حائری فعال حقوق بشر[۴۵]
- نیلوفر گلکار فعال حقوق بشر، فعال در جنبش زنان و عضو کمپین یک میلیون امضا و دارای سابقهٔ بازداشت[۴۶][۴۷][۴۸]